# SM Keppel Tower
La SM Keppel Tower est un gratte-ciel en construction à Mandaluyong aux Philippines. Il s'élèvera à 210 mètres. Son achèvement est prévu pour 2019. Cette tour est située à côté du BDO Corporate Center Ortigas achevé en 2015. 